# Stjärnorna kvittar det lika
Stjärnorna kvittar det lika är en av de mest kända dikterna skrivna av Nils Ferlin.  Dikten ingår i Nils Ferlins diktsamling En döddansares visor som publicerades 1930. Den är med i världsbibliotekets 50-lista över de bästa diktsamlingarna. Precis som många av Ferlins dikter är Stjärnorna kvittar det lika mörk och dyster med stark koppling till döden.

## Bakgrund
I likhet med många av Nils Ferlins dikter är Stjärnorna kvittar det lika influerad av hans intresse för musik. Det avspeglar sig i stil och form. Nils uttryckte att melodi och poesi var samma sak, därför är många av lyrikerns dikter kopplade till folkvisor.
Ferlin hade en nära relation till sin mor och tillägnade henne många av sina dikter. 1938, efter moderns död, kom diktsamlingen Goggles ut med många dikter skrivna till henne. 
Även i Stjärnorna kvittar det lika framträder modern i form av änka efter faderns död 1909.

## Handling
Den rimligaste tolkningen är att stjärnorna symboliserar det större sammanhanget, universum, den gudomliga världen, en gud som vakar över oss. Stjärnor syns ju på himlen, inte bland människor på jorden. Därmed vill Ferlin ge uttryck för sin känsla av övergivenhet; det finns av allt att döma ingen gud som bryr sig om oss. Om vårt liv eller död inte betyder något för stjärnorna, varför skulle det då betyda något för en himmelsk makt - en gud? Dikten blir en motsvarighet till Jesu förtvivlade ord på korset: " Min gud, min gud, varför har du övergivit mig?" 
Diktens inledande rad är säkerligen en ironisk anspelning på Lina Sandells kända psalm "Jag kan icke räkna dem alla, de prov på Guds godhet jag rönt." Den skrevs på 1880-talet och var förmodligen känd för många läsare. Ferlins dikt kan därmed ge läsaren en bitter påminnelse om livets tragik, i motsats till Lina Sandells fromma psalm. 
I dikten använder Nils Ferlin sina egna erfarenheter om döden. Han har efter faderns död själv upplevt "änkan som gråter" och "barnen som snyftar för bröd ".
| ” | Man kan inte räkna dem alla sägner och sånt man hör... Det sägs att en stjärna skall falla var gång när en människa dör Lyhörd i nätternas kyla och vindarnas frusna musik hundarna hörde jag yla som hundar yla för lik Änkorna hörde jag skrika och barnen snyfta för bröd Stjärnorna kvittar det lika om någon är född eller död. | „ |

## Språk och stil
Diktaren förmedlar en mörk och dyster känsla genom ordval, bildspråk samt en regelbunden rytm med varannan rad som rimmar. Dikten har ett bestämt antal strofer med bestämt antal rader i varje strof. Med ord som nästan rimmar med varandra skapar poeten en medveten assonans t.ex. ”skall och falla”, ”född och död”. 
Dikten är uppbyggd på korta (5-7 ord långa) rader uppdelade i tre strofer. 
Med en metafor som ”vindarnas frusna musik” framkallar diktaren en rysning hos läsaren. 
Dikten når sin klimax i slutversen där diktens titel får sin förklaring.